# كورا تايلور
كورا تايلور هي كاتِبة وكاتبة للأطفال كندية، ولدت في 14 يناير 1936 في Fort Qu'Appelle ‏ في كندا.